# بريس هال
بريس هال (من مواليد 31 مايو 2001) هو لاعب كرة قدم امريكية في فريق نيوبورك جيتس من الرابطة الوطنية لكرة القدم (NFL). لعب كرة الفدم الجامعبة في ولاية لووا ، حيث حصل على جائزة أفضل لاعب هجومي مرتين.